# Minamoto no Yoshihira
Minamoto no Yoshihira (源 義平) (1140–1160) var en samuraj i Minamoto-klanen som stred med sin far, Minamoto no Yoshitomo, i Heiji-upproret.
Hans mor var dotter till Miura no Yoshiaki. Hans bröder hette Minamoto no Yoshitsune, Minamoto no Noriyori och Minamoto no Yoritomo.
Han gifte sig senare med dottern till Minamoto no Yoshishige.
1155 kom han i gräl med sin farbror Minamoto no Yoshikata. Yoshihira anföll farbroderns hem i Musashi-provinsen. 
1159 deltog Yoshihira Heiji-upproret i Kyoto. Taira kom med ett fredserbjudande, men Minamoto avböjde – och blev besegrade. Yoshihira flydde och levde under antaget namn ett tag. Men han blev avslöjad och dödades av Taira no Kiyomori.